# Губарєв Володимир Степанович
Володимир Степанович Губарєв (рос. Владимир Степанович Гу́барев, 26 серпня 1938, БРСР — 25 січня 2022) — російський радянський та російський журналіст, есеїст, письменник, відомий як науково-популярними творами, так і як драматург і письменник-фантаст (учасник творчого колективу, відомого під колективним псевдонімом Павло Багряк).

## Біографія
Володимир Губарєв народився в БРСР у сім'ї воєначальника. У 1960 році він закінчив Московський інженерно-будівельний інститут. Проте після завершення навчання Губарєв розпочав займатися журналістською та письменницькою діяльністю. У 1962 році вийшла друком його перша книга «Дорогами Всесвіту». Тривалий час Володимир Губарєв працював журналістом у відділах науки газет «Комсомольська правда» та «Правда», займаючись популяризацією науки. Перебував майже на всіх запусках космічних апаратів та випробуваннях ядерної зброї, був знайомий з усіма першими космонавтами та конструкторами космічної техніки та ядерної зброї. Володимир Губарєв першим із журналістів прибув на ЧАЕС після аварії. Під впливом побаченого він написав серію репортажів, які за рік вийшли в одній збірці під назвою «Заграва над Припяттю: Записки журналіста» (рос. Зарево над Припятью: Записки журналиста). Побачене під час аварії надихнуло Губарєва на створення фантастичної повісті «Фантом» та п'єси «Саркофаг», яка з успіхом ішла на сценах не лише СРСР, а й низки інших країн, зокрема Японії та Великої Британії. Після написання серії творів про аварію на ЧАЕС Володимира Губарєва у 1988 році запросили до Японії, де він побував також і на Фукусімській АЕС, де в майбутньому, в 2011 році, сталась масштабна радіаційна катастрофа. Також письменник і журналіст є автором низки книг про радянських та російських учених, а також про розвиток науки в СРСР.
У 60-80-х роках ХХ століття Володимир Губарєв був членом творчого колективу письменників і художника, який публікував науково-фантастичні твори під псевдоніном Павло Багряк. До цього колективу, крім Губарєва, входили Валерій Аграновський, Ярослав Голованов, Віктор Комаров, Дмитро Біленкін і художник Павло Бунін, який ілюстрував книги видані під цим псевдонімом. Цей творчий колектив створив романи «П'ять президентів» (який складається із чотирьох повістей «Хто?», «Перехрестя», «П'ять президентів», «Перевертень»), «Фірма пригод» та «Сині люди». Усі ці твори написані в жанрі науково-фантастичного детектива, та присвячені критиці тогочасного капіталістичного суспільства. Колектив також написав сценарій до фільму «Нові пригоди барона Мюнгаузена», проте він так і не був опублікований. Після смерті в 1987 році Дмитра Біленкіна колектив авторів розпався.
Володимир Губарєв також відомий як кіносценарист. За мотивами його повісті «Легенда про прибульців» за сценарієм Губарєва у 1985 році знято фільм «Корабель прибульців», у якому розповідається про реальні події навколо невдалого запуску радянського штучного супутника Землі. Тривалий час Володимир Губарєв вів на телеканалі «Культура» цикл передач «Реальна фантастика».

## Премії та нагороди
Володимир Губарєв за свою письменницьку і журналістську діяльність двічі нагородженийорденом «Знак Пошани». Він також був лауреатом премії Ленінського комсомолу та Державної премії СРСР. Письменник та журналіст нагороджений також Орденом Гагаріна, а також низкою інших премій та відзнак російських та зарубіжних журналістських та наукових організацій.

## Вибрана бібліографія
- Электрификация опережающая (1962)
- Дорогами Вселенной (1962)
- Часовые звезд (1963)
- Страна лилипутов: Очерки об электронике (1965)
- Рождение атомного реактора. Встречи в городе физиков (1965)
- Человек. Земля. Вселенная. Советские ученые рассказывают: Что дает нам освоение космоса (1965)
- Нить жизни: Очерки о генетике (1966)
- Время великих открытий (1967)
- Нить жизни: Очерки о генетике (1968)
- Космический перекрёсток (1971)
- Хроника одного путешествия, или Повесть о первом луноходе (1971)
- Грани открытий (1972)
- Золотой фонд науки: Очерки (1972)
- Космическая трилогия: Докум. повести (1973)
- Космические мосты (1976)
- Конструктор: Несколько страниц из жизни М. К. Янгеля (1977)
- Вылетаем на Байконур (1979)
- «Поехали!»: Докум. очерки о космосе и космонавтах (1981)
- Район посадки неизвестен… : (Особый полёт). Драм. хроника (1982)
- Утро космоса: Королёв и Гагарин (1984)
- Ужин на рассвете: [Междунар. сотрудничество в обл. космонавтики] (1985)
- Восхождение к подвигу: [О достижениях сов. науки] (1985)
- Век космоса: Страницы летописи (1986)
- Век космоса: Страницы летописи. Кн. 2. (1985)
- Саркофаг: Трагедия (1987)
- Конструкторы: [О С. П. Королёве, М. К. Янгеле, В. П. Глушко] (1989)
- Зарево над Припятью: Записки журналиста (1987)
- Фантом (1987)
- Президент, или Уотергейт по-русски: [О Б. Н. Ельцине] (1990)
- Арзамас-16 (1992)
- Трагедии (1995)
- Прощание с XX веком: Судьба науки и учёных в России (1999)
- Белый архипелаг Сталина: док. повествование о создании ядер. бомбы, основ. на рассекреч. материалах «Атом. проекта СССР» (2004)
- Величайшая тайна Гагарина: мифы и правда о Первом Космонавте СССР (2014)
- Секретные академики: кто сделал СССР сверхдержавой (2015)